# Орден «За гражданские заслуги» (Корея)
Орден «За гражданские заслуги» — государственная награда Республики Корея.

## История
22 декабря 1951 года, для поощрения граждан, которые своим трудом внесли особый вклад в развитие страны, был учреждён орден «За гражданские заслуги» в пяти степенях.
В 1967 и 1973 годах в статут ордена вносились изменения.
Как правило, орден вручается гражданским служащим, в том числе за выслугу лет. Нередки случаи, когда вместе с орденом выдаётся денежная премия.

## Степени
В отличие от многих других орденов степени ордена «За гражданские заслуги» не нумеруются, а имеют особые цветочные названия:
- Гибискус (1-й класс) — знак ордена на плечевой ленте-перевязи жёлтого цвета, звезда ордена.
- Пион (2-й класс) — знак ордена на шейной ленте жёлтого цвета с четырьмя полосками тёмно-зелёного цвета по краям, звезда ордена.
- Камелия (3-й класс) — знак ордена на шейной ленте жёлтого цвета с тремя полосками тёмно-зелёного цвета по краям.
- Магнолия (4-й класс) — знак ордена на нагрудной колодке, обтянутой лентой жёлтого цвета с двойными полосками тёмно-зелёного цвета по краям и с розеткой.
- Гранат (5-й класс) — знак ордена меньшего размера на нагрудной колодке, обтянутой лентой жёлтого цвета с полосками тёмно-зелёного цвета по краям и с розеткой.

Орденские символы (планки наград)
| Гибискус              | Пион             | Камелия           | Магнолия         | Гранат           |
|                       |                  |                   |                  |                  |
| 무궁화장 (無窮 花 章) | 모란장 (牡丹 章) | 동백장 (冬 柏 章) | 목련장 (木蓮 章) | 석류장 (石榴 章) |

## Описание знака
Знак ордена — золотая восьмилучевая звезда, в центральном медальоне которой на красной эмали помещён золотой цветок гибискуса.
Звезда ордена идентична знаку.